# HMV Group
HMV Retail Ltd, ex HMV Group plc, è una catena di negozi musicali britannica.
Il primo negozio HMV venne aperto nel 1921 dalla Gramophone Company nella centrale Oxford Street di Londra. La rete di vendita iniziò ad espandersi negli anni sessanta, aprendo svariati altri punti vendita in tutta la Gran Bretagna ed oltre.
HMV è l'acronimo di His Master's Voice, titolo di un dipinto di Francis Barraud raffigurante il cane Nipper intento ad ascoltare i suoni che provengono dalla tromba di un grammofono a manovella.

## Storia

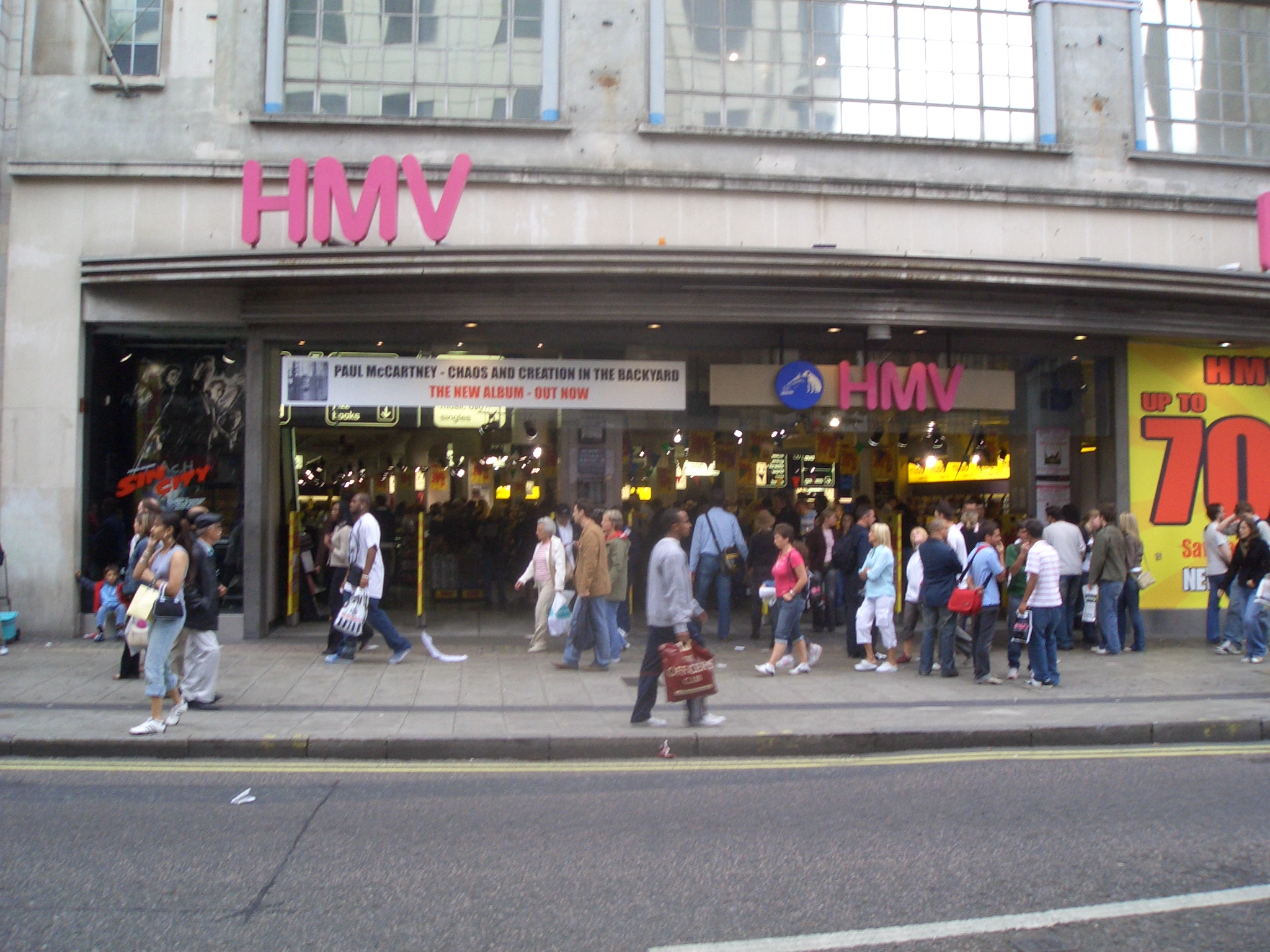
Lo storico negozio londinese di Oxford Street

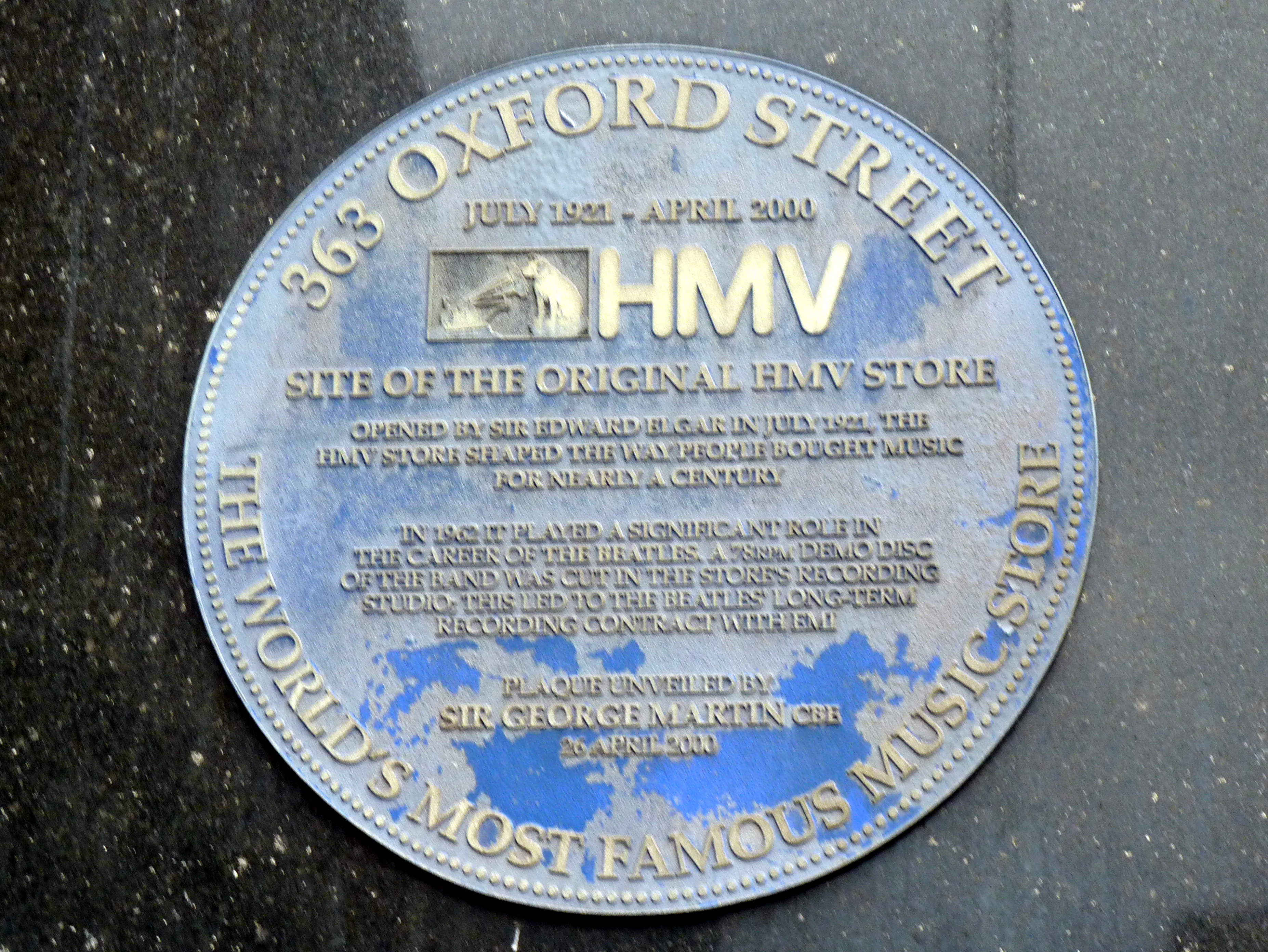
Targa commemorativa posta nel 2000 sul sito del negozio HMV in Oxford Street a Londra.

Gli albori del marchio HMV risalgono alla fine del diciannovesimo secolo. Nel 1902 nacque la compagnia Gramophone Company. Nel febbraio 1907 la Gramophone diede inizio alla costruzione di una fabbrica dedicata alla produzione di dischi in vinile a Hayes, nel Middlesex. All'epoca i dischi venivano venduti in negozi di musica specializzati e da rivenditori indipendenti. Nel 1921 la Gramophone Company aprì il primo negozio HMV dedicato alla vendita di dischi in Oxford Street a Londra, nell'area precedentemente occupata da un negozio di abiti maschili. Il compositore Edward Elgar partecipò alla cerimonia di inaugurazione del negozio. Nel marzo 1931 la Gramophone Company si unì alla Columbia Graphophone Company per dare vita alla Electric & Musical Industries Ltd (EMI).
Dagli anni trenta in avanti, la HMV produsse anche apparecchi radio e televisivi sotto il marchio HMV & Marconiphone.
Nel 1966 HMV iniziò l'opera di espansione della sua rete distributiva a Londra aprendo altri negozi. Negli anni settanta, la compagnia continuò ad espandersi sempre più, diventando in un periodo di sei anni il marchio leader nella distribuzione di prodotti musicali. Presto la catena dovette affrontare la concorrenza di altri marchi quali i Virgin Megastores, nati nel 1976, e i negozi della serie Our Price, nati nel 1972.
Nel 1998 la HMV Media si è distaccata dal gruppo EMI. Nello stesso anno, la società acquisì la catena di librerie Waterstone's fondendola ai negozi Dillons.

### Amministrazione controllata (2013)
Il 15 gennaio 2013, l'HMV Group entrò in amministrazione controllata. Il 16 gennaio 2013, HMV Ireland dichiarò fallimento, e tutti i negozi della sezione irlandese furono chiusi. Una settimana dopo, il 22 gennaio 2013, venne notificata l'acquisizione del gruppo HMV da parte della Hilco UK, operazione che permise l'uscita dallo stato di amministrazione controllata.

### Acquisizione da parte della Sunrise Records (2019-presente)

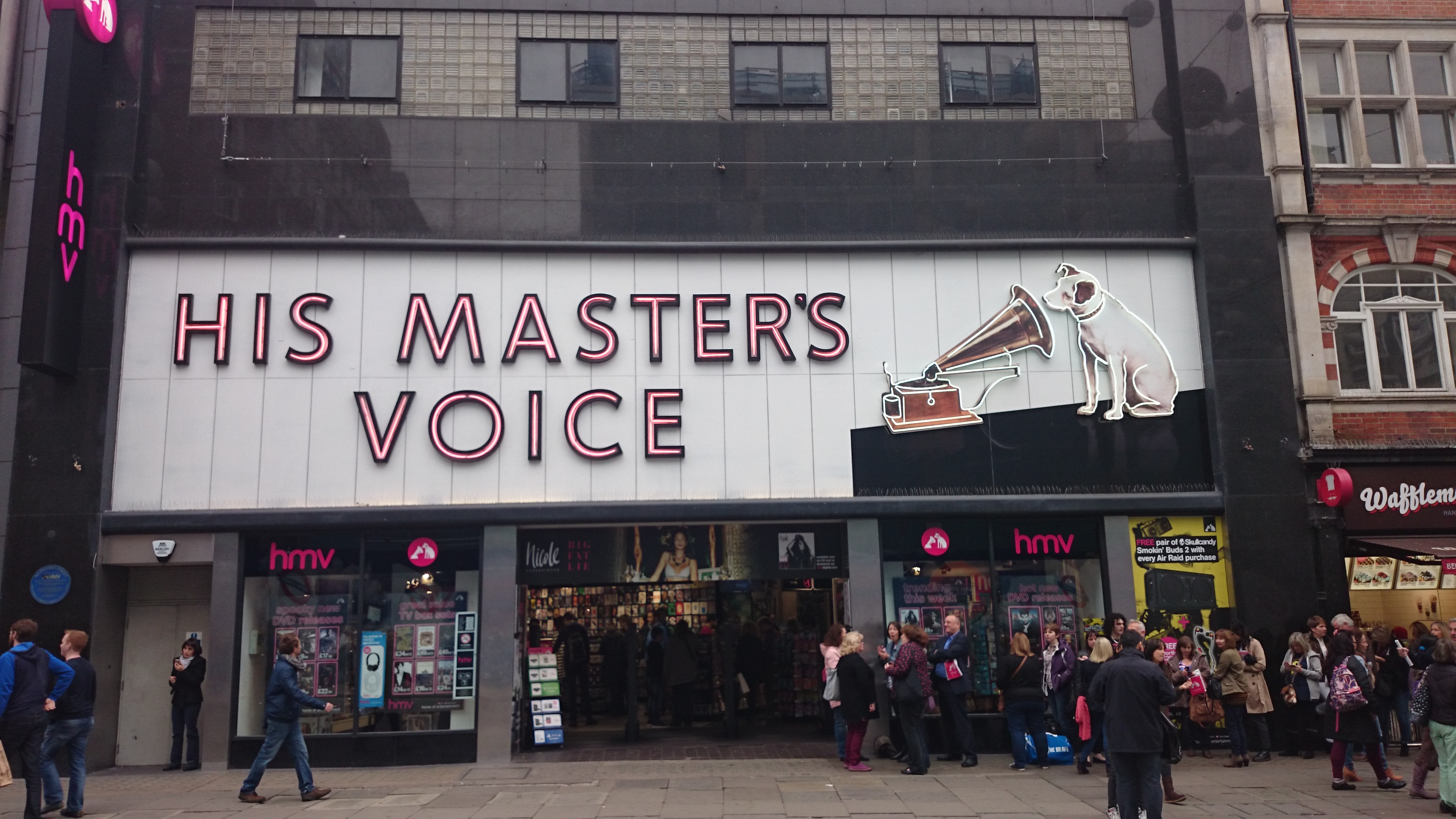
HMV riaprì lo storico punto vendita originale sito in Oxford Street nell'ottobre 2013. Ma il locale fu nuovamente chiuso il 5 febbraio 2019 dopo l'acquisizione della HMV da parte della Sunrise Records.

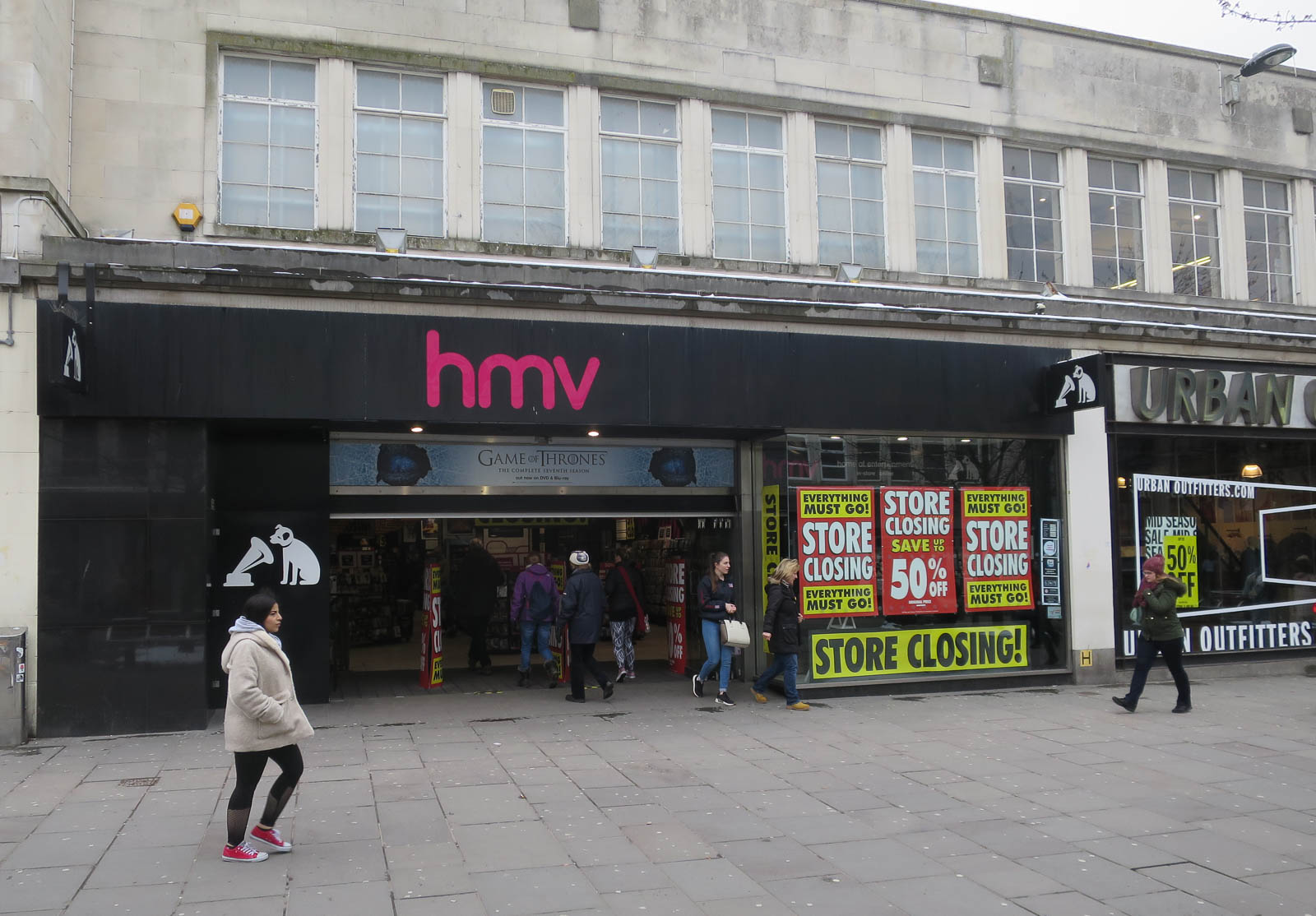
Un punto vendita HMV in chiusura nel marzo 2018, dopo l'acquisizione del gruppo da parte della Sunrise Records.

Il 28 dicembre 2018, HMV confermò che la società si trovava nuovamente in amministrazione controllata, la seconda volta in sei anni. La Hilco UK addusse come motivo lo "tsunami" che aveva travolto i vari competitor nel settore dell'intrattenimento. Il 5 febbraio 2019, la catena canadese di negozi di dischi Sunrise Records and Entertainment Limited annunciò di aver acquisito la società HMV Retail Ltd. dalla Hilco UK per una cifra imprecisata. La Sunrise aveva in precedenza rilevato oltre 70 punti vendita HMV in Canada. La Sunrise decise di mantenere il marchio HMV conservando cinque negozi, ma ne chiuse immediatamente altri 27, incluso lo storico negozio sito su Oxford Street a Londra, a causa degli affitti troppo alti.
Il fondatore della compagnia, Doug Putman, ha dichiarato di voler incentrare la specializzazione della catena di vendita sul rinnovato interesse del pubblico per la musica in vinile. Putman è convinto che, nonostante la crescita delle vendite di musica digitale mediante download e streaming, ci sia ancora spazio per un mercato altamente specializzato inerente alla musica in formato analogico.
Il 25 febbraio 2019, il Financial Times ha riportato la notizia che l'acquisizione da parte della Sunrise del gruppo HMV era stata un'operazione finanziaria da £883,000. A seguito di successive trattative con i locatori degli immobili, a fine febbraio, la HMV ha riaperto 13 dei suoi negozi.

#### Pandemia COVID-19 e 100º anniversario (2020-2021)
Dal 22 marzo al 15 giugno e in seguito dal 5 novembre al 2 dicembre 2020 e ancora, dal 4 gennaio 2021 al 12 aprile 2021 (in Inghilterra), tutti i negozi HMV rimasero chiusi a causa della pandemia dovuta al COVID-19.
Negli anni 2020 HMV avviò un'operazione di rinnovo ed apertura di nuovi punti vendita. In certi casi questi nuovi negozi sono stati aperti in locali lasciati liberi dalla scomparsa di altre catene di vendita al dettaglio, in particolare dell'Arcadia Group con un negozio HMV aperto a Dunfermline in locali precedentemente occupati da Burton Menswear e Dorothy Perkins, nove anni dopo la chiusura del loro precedente negozio in città, e uno spostamento avvenuto a Wigan, da un sito precedente più piccolo a locali più grandi lasciati liberi da Topshop/Topman.
Nel luglio 2021 HMV celebrò il 100º anniversario dalla propria fondazione. Per festeggiare, l'azienda ha pubblicato 37 album in vinile in edizione limitata. Una compilation in CD con 100 tracce, intitolata Now That's What I Call HMV venne anch'essa pubblicata per celebrare l'evento.
Nell'aprile 2023 viene confermato che HMV aveva stipulato un accordo per riaprire una nuova versione del negozio, con un nuovo formato, nei locali storici al numero 363 di Oxford Street, dopo quattro anni di assenza, durante i quali i locali erano stati occupati temporaneamente dal negozio di outlet "American Candy". Questa sarà, dopo i periodi 1921-2000 e 2013–2019, la terza apertura di HMV all'indirizzo 363 Oxford Street. Subito dopo, è stato annunciato che HMV avrebbe riaperto in Irlanda, con un negozio a Dublino che avrebbe iniziato ad operare nel luglio 2023.

## Prodotti
Presso i punti vendita HMV sono in vendita svariati prodotti che includono CD, DVD, Blu-ray, libri, dischi in vinile, software e hardware, videogiochi, poster, magliette, gadget, ecc...